# ビョルン・エングホルム

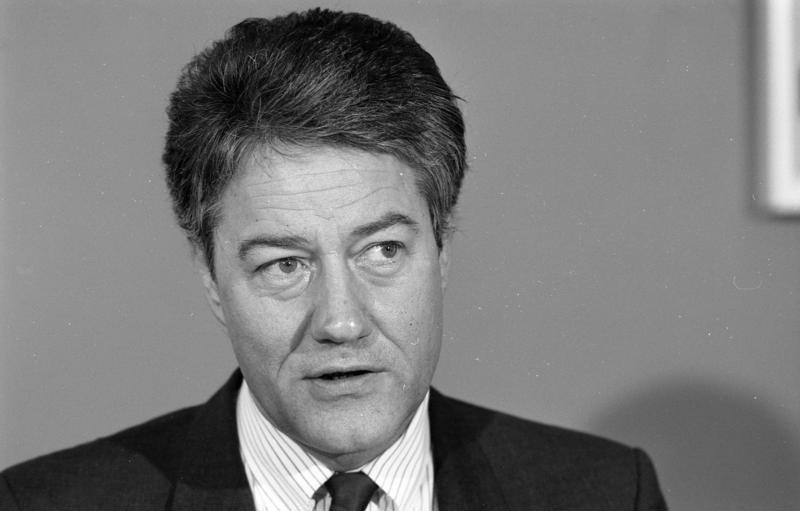
ビョルン・エングホルム（1989年、連邦参議院議長当時）

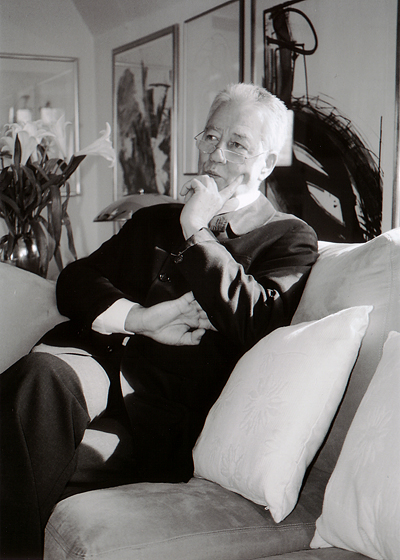
ビョルン・エングホルム

ビョルン・エングホルム（ドイツ語: Björn Engholm、1939年11月9日 - ）は、ドイツ（統一前は西ドイツ）の政治家。ドイツ社会民主党（SPD）所属。1988年からシュレスヴィヒ＝ホルシュタイン州首相を、1991年からSPD党首を務めたが、1993年にスキャンダルで州首相と党首を辞任した。

## 経歴
リューベック出身。国民学校での中等教育を修了後、印字工の修業を経てドイツ社会民主党（SPD）系の地元紙に就職。働きながらハンブルク大学で政治学を学び、1962年の卒業後は中等教育の現場で教壇に立った。同年、SPDに入党。1964年に芸術家の女性と結婚し、二女をもうける。

### 連邦議会議員
1969年、地元リューベックから出馬してドイツ連邦議会議員に初当選する。1977年、ヘルムート・シュミット内閣で教育・科学相政務次官となる。1981年に教育・科学相に就任。1982年9月にSPDと連立していた自由民主党（FDP）が連立を解消して閣僚を引き揚げたとき、エングホルムは臨時に食料・農林大臣を兼任した。しかしこうした少数与党のあがきは報われず、2週間後にシュミット内閣は不信任決議で倒された。

### シュレースヴィヒ＝ホルシュタイン州首相
1983年、連邦議会議員を辞してSPDの州首相候補としてシュレスヴィヒ＝ホルシュタイン州議会選挙に臨むが、現職のウーヴェ・バルシェル州首相率いるドイツキリスト教民主同盟（CDU）が過半数を維持した。この選挙でエングホルムは同州の州議会議員となり、次の1987年州議会選挙では、投票日の直前にバルシェル疑獄が発生した。SPDは州議会第一党となったが、過半数の連立を構成できず、第二党のCDUも同じ状況だった。この結果、解散して翌1988年5月に再度州議会選挙が行われ、SPDが単独で過半数を獲得し、エングホルムが州首相に就任した。同年には連邦参議院の議員となり、11月からの1年間議長を務めた。

### 社会民主党党首
SPD党首ハンス＝ヨッヘン・フォーゲルが高齢を理由に勇退すると、1991年5月にブレーメンで行われた党大会でエングホルムが党首に選出され、1994年に予定される連邦議会選挙に連邦首相候補として臨むことが決まった。ところが1993年になって、1987年のバルシェル事件に際してエングホルムが調査委員会で偽証していた疑いが浮上する。選挙直前にバルシェル側の不正工作が発覚したのは、側近のファイファーが暴露したためである。そのファイファーに、エングホルムの側近が選挙前から接触し、後で大金を支払っていたことが発覚し、ファイファーを「二重スパイ」に使っていた疑いが浮上した。エングホルムは、これまで議会の調査委員会などを通じて、投票当日まで不正工作を知らなかったとしていたが、責任を追及され、5月に入ると偽証を認めた。こうして、5月にエングホルムはシュレスヴィヒ＝ホルシュタイン州首相やSPD党首などすべての公職を辞した。1994年にはシュレスヴィヒ＝ホルシュタイン州議会議員も辞任し、政界から引退した。以後は教育機関の名誉職やエネルギー会社の監査役などを務めている。